# Naropa-universiteit
Naropa-universiteit is een Amerikaans particulier liberal arts college in Boulder, Colorado. Het werd opgericht in 1974 door de Tibetaans boeddhische leraar Chögyam Trungpa en werd vernoemd naar de 11e-eeuwse wijsgeer Naropa, een abt van Nalanda.

## Academische programma's

### Bacheloropleidingen
- Contemplatieve psychologie
- Kleuteronderwijs
- Milieuwetenschappen
- Interdisciplinaire studies
- Muziekonderwijs
- Vredeonderwijs
- Godsdienstwetenschap
- Kunstonderwijs
- Traditionele Aziatische kunst
- Beeldende kunst
- Schrift en Literatuur

### Masteropleidingen
Master of Divinity
- Dit is een driejarig programma en wordt meestal gestudeerd door aankomende pastoraal werkers, parochievicarissen, dharmaonderwijzers en buurtwerkers.

Master of Arts in
- Contemplatieve educatie
- Contemplatieve psychologie
- Milieu-leiderschap
- Indo-Tibetaans boeddhisme
- Godsdienstwetenschap
- Transpersoonlijke counseling
- Transpersoonlijke psychologie
- Psychosomatische counseling

Master of Fine Arts in
- Contemplatieve toneelkunst
- Schrijven en poëzie
- Creatief schrijven